# 酸川野駅
酸川野駅（すかわのえき）は、福島県耶麻郡猪苗代町若宮にあった磐梯急行電鉄の駅（廃駅）である。磐梯急行電鉄の廃線に伴い1969年（昭和44年）3月27日に廃駅となった。

## 概要
昭和に入ってからの、沿線住民へのサービスの一環として新規開業した駅の一つであり、正式には酸川野停留場であった。

## 歴史
- 1927年（昭和2年）[注 1]：日本硫黄耶麻軌道部（後の磐梯急行電鉄）会津樋ノ口駅 - 木地小屋駅間に新設開業。
- 1968年（昭和43年）10月14日：磐梯急行電鉄の営業休止に伴い休止駅となる。
- 1969年（昭和44年）3月27日：磐梯急行電鉄の廃線に伴い廃止。

## 駅構造
廃止時点で、1線を有する地上駅であった。プラットホームは存在せず、乗客は地面から直接乗降した。転轍機を持たない棒線駅となっていた。
開業時からの無人駅となっていた。駅舎はないが、線路の北西側（沼尻方面に向かって左手側）に開放型で片流れ屋根の小さな待合所を有していた。

## 駅周辺
当駅のすぐ川桁方の旧・土湯街道（現・国道115号）上の「酸川野踏切」は交通量が多く、踏切警報機も設置されていた。
杉林の中に位置した。酸川野は藩政時代には宿場町であった。
- 国道115号
- 酸川

## 駅跡
1996年（平成8年）時点では、駅跡は消滅していた。その後、2007年（平成19年）5月時点では駅跡地に「なつかしの沼尻軽便鉄道を訪ねて」と記載され、駅の説明文と現役時代の写真が付いた、駅名標を模した案内板が建てられていた。2010年（平成22年）4月時点でも同様であった。
当駅跡附近の線路跡は、国道115号に取り込まれていた。2010年（平成22年）4月時点でも同様であった。

## 隣の駅
磐梯急行電鉄
名家駅 - 酸川野駅 - 木地小屋駅